# Friaul-Julisch Venetien
Friaul-Julisch Venetien, italienisch amtlich Regione Autonoma Friuli Venezia Giulia, furlanisch Friûl Vignesie Julie, slowenisch Furlanija Julijska krajina, ist eine autonome Region im äußersten Nordosten Italiens. Friaul-Julisch Venetien hat eine Fläche von 7924 km² und 1.194.616 Einwohner (Stand 31. Dezember 2023). Hauptstadt der Region ist Triest.

## Geografie
Die italienische Region Friaul-Julisch Venetien setzt sich aus den Gebieten Friaul (über 90 % der Gesamtfläche der Region) und dem bei Italien verbliebenen Teil Julisch Venetiens zusammen.
In der Zeit zwischen dem Ersten und Zweiten Weltkrieg erstreckte sich das Julisch Venetien genannte Gebiet auch auf die gesamte Halbinsel Istrien und auf Teile Dalmatiens, die nach dem Zweiten Weltkrieg Jugoslawien zugeschlagen wurden.
Während das Friaul überwiegend von der furlanischen Sprache und Kultur gekennzeichnet ist, sind in Julisch Venetien venezianische Einflüsse vorherrschend. Wegen dieser Einflüsse, die auf die über Jahrhunderte andauernde Zugehörigkeit insbesondere des Küstenstreifens zur Republik Venedig zurückzuführen ist, nannte der ethnisch italienische Linguist Graziadio Isaia Ascoli, österreichischer Staatsangehöriger aus Görz, die Region Venezia Giulia. Allerdings gehörte zwar das Friaul lange Zeit zur Republik Venedig (als Ducato di Friuli), nie aber das Gebiet um Triest, denn die Reichsstadt Triest hatte, um eine Annexion durch Venedig zu verhindern, sich samt ihrem Landbesitz 1382 den Habsburgern unterstellt. Tarvis war ebenfalls nie venezianisch, es war Stiftsbesitz des Bistums Bamberg und bis ins frühe 20. Jahrhundert kulturell dem deutsch-slowenischen Mischgebiet Kärntens zugehörig.
Die autonome Region Friaul-Julisch Venetien liegt am Adriatischen Meer und grenzt im Norden an Kärnten (Österreich), im Osten an Slowenien, im Westen an Venetien. Das Gebiet wird von Berglandschaften – Friaulische Dolomiten, Karnische Alpen, Julische Alpen – geprägt (42,5 %), weitere 19,3 % der Fläche sind hügelig (Collio-Gebiet), auf die restlichen 38,1 % erstreckt sich die Poebene. Wichtigste Flüsse sind der Tagliamento und der Isonzo, an dessen Lauf im Ersten Weltkrieg zwölf Isonzoschlachten geschlagen wurden.

## Verwaltungsgliederung

Gebiet der früheren Provinzen und heutigen Körperschaften regionaler Dezentralisierung, EDR

Das Regionalgebiet ist in 4 sogenannte Körperschaften regionaler Dezentralisierung (enti di decentramento regionale, kurz EDR) sowie 215 Gemeinden unterteilt.
Die Ausdehnung der Körperschaften regionaler Dezentralisierung entspricht den Provinzen Görz (GO), Pordenone (PN), Triest (TS) und Udine (UD), die im Rahmen einer Reform (2016) als selbstständige Gebietskörperschaften abgeschafft wurden. Die Provinzen bestehen damit als Sprengel dezentraler regionaler sowie staatlicher Verwaltungen (z. B. Präfektur – Bezirksamt der Regierung) bzw. als statistische Einheiten fort. Die Gebiete der EDR Pordenone und Udine sowie ein kleiner Teil der EDR Görz bilden das Friaul, der Großteil der EDR Görz und Triest bilden den heute noch italienischen Teil von Julisch Venetien.
Die größten Gemeinden mit mehr als 10.000 Einwohnern sind in der Folge aufgelistet (Quelle Istat, 31. Dezember 2013).
| Gemeinde                | Einwohner | EDR |
| ----------------------- | --------- | --- |
| Triest                  | 204.849   | TS  |
| Udine                   | 99.528    | UD  |
| Pordenone               | 51.758    | PN  |
| Görz                    | 35.349    | GO  |
| Monfalcone              | 27.843    | GO  |
| Sacile                  | 20.140    | PN  |
| Cordenons               | 18.304    | PN  |
| Codroipo                | 15.995    | UD  |
| Azzano Decimo           | 15.698    | PN  |
| Porcia                  | 15.370    | PN  |
| San Vito al Tagliamento | 15.132    | PN  |
| Tavagnacco              | 14.762    | UD  |
| Latisana                | 13.854    | UD  |
| Cervignano del Friuli   | 13.853    | UD  |
| Muggia                  | 13.363    | TS  |
| Spilimbergo             | 12.048    | PN  |
| Ronchi dei Legionari    | 11.980    | GO  |
| Fontanafredda           | 11.930    | PN  |
| Maniago                 | 11.885    | PN  |
| Fiume Veneto            | 11.701    | PN  |
| Cividale del Friuli     | 11.413    | UD  |
| Gemona del Friuli       | 11.135    | UD  |
| Tolmezzo                | 10.580    | UD  |

## Geschichte
Das Friaul wurde 1866 als Teil Venetiens nach dem dritten Unabhängigkeitskrieg in das Königreich Italien eingegliedert. Weil das mit Italien verbündete Preußen Österreich in der Schlacht von Königgrätz besiegt hatte, musste Österreich Venetien mit Friaul an Frankreich abtreten. Frankreich, das eine – wenn auch nicht unbedingt neutrale, sondern eher mit dem werdenden Einheitsstaat sympathisierende – Vermittlerrolle einnahm, gab es dann an Italien weiter.
Das in Julisch Venetien umbenannte österreichische Küstenland (insbesondere die Hafenstadt Triest mit der istrischen Halbinsel) sowie Zara und einige Inseln Dalmatiens musste Österreich als Folge des Ersten Weltkrieges entsprechend dem Vertrag von Saint-Germain an Italien abtreten. 1924 wurde auch Fiume (kroatisch Rijeka) italienisch.
Das am 21. Oktober 1939 zwischen Hitler und Mussolini abgeschlossene Abkommen zur Umsiedlung der deutschen Minderheiten in Norditalien betraf neben den Südtirolern auch die Bewohner des Kanaltals, von Sauris und Timau. Der Verlauf des Krieges behinderte jedoch die Umsiedlung, und viele ausgewanderte Optanten kehrten danach in ihre Heimatdörfer zurück.
Nach der Niederlage Italiens im Zweiten Weltkrieg wurde die italienische Zugehörigkeit des Friauls nicht in Frage gestellt, sehr wohl aber die von Julisch Venetien. Ein Großteil Istriens wurde sofort Jugoslawien zugeschlagen, in dessen Folge bis zu 350.000 Italiener vertrieben wurden. Etliche fielen schon während und nach dem Krieg den Foibe-Massakern zum Opfer.
Komplizierter gestaltete sich das Schicksal von Triest. Am 10. Februar 1947 wurde in Paris der Friedensvertrag mit den Alliierten unterzeichnet, der die Errichtung des Freien Territoriums Triest unter dem Schutz der Vereinten Nationen vorsah.
Das Territorium sollte in zwei Zonen eingeteilt werden:
- Zone A im Norden mit einer Fläche von 222,5 km² und 262.000 Einwohnern umfasste hauptsächlich Triest und wurde von britischen und US-amerikanischen Soldaten besetzt.
- Zone B mit einer Fläche von 515,5 km² und 71.000 Einwohnern umfasste den Nordwesten Istriens und wurde von der Jugoslawischen Volksarmee besetzt.

Formell entstand das Freie Territorium Triest am 15. September 1947, dem Tag des Inkrafttretens des Friedensvertrags. Nachdem sich die Alliierten auch sieben Jahre nach Gründung des Territoriums im UN-Sicherheitsrat nicht auf die Nominierung eines Gouverneurs einigen konnten und sich die innere Zonenteilung des Territoriums vor dem Hintergrund des Kalten Kriegs zunehmend verfestigte, zeigte sich das Scheitern des Versuchs, einen neutralen, multiethnischen Freistaat Triest zu schaffen. Ohne einen gemeinsamen Gouverneur konnte eine einheitliche und von den Besatzungsmächten unabhängige Verwaltung nicht etabliert werden. Dies erkannten schließlich auch die Alliierten – sie beendeten das Triestiner Experiment.
Am 5. Oktober 1954 wurde von den Regierungen Italiens, Großbritanniens, der USA und Jugoslawiens das Londoner Memorandum unterzeichnet, mit dem die Zivilverwaltung in Zone A „provisorisch“ an Italien und in Zone B an Jugoslawien übergeben wurde (mit nur geringfügigen Grenzänderungen). Italien sicherte den Fortbestand Triests als Freihafen gemäß den Bestimmungen des Friedensvertrags zu. Das Memorandum wurde auch vom UN-Sicherheitsrat angenommen. Mit der Übergabe der Verwaltung in Zone A an Italien durch die Alliierte Militärregierung am 26. Oktober 1954 hörte das Freie Territorium Triest auf zu bestehen. Endgültig zwischen Italien und Jugoslawien aufgeteilt wurde das Gebiet des früheren Freien Territoriums Triest erst am 10. November 1975 mit dem Vertrag von Osimo.
Die Region Friaul-Julisch Venetien entstand schließlich 1963 und wurde ähnlich wie Trentino-Südtirol mit einem Sonderstatut versehen, um den Schutz insbesondere der slowenischen Minderheit zu gewährleisten und die wirtschaftliche Entwicklung eines Gebietes zu fördern, das sich zum damaligen Zeitpunkt an der Grenze zum Eisernen Vorhang befand. Als regionale Hauptstadt wurde Triest gewählt, was bei der furlanischen Bevölkerungsgruppe mit Unmut aufgenommen wurde. Die Regierung in Rom wollte aber der seit Ende des Ersten Weltkrieges kriselnden Stadt zur alten Pracht wiederverhelfen. Tatsächlich gehört Triest heute zu den italienischen Städten mit der höchsten Lebensqualität.
Das Friaul wurde 1976 von einem schweren Erdbeben erschüttert, das in ganz Norditalien und im benachbarten Jugoslawien zu spüren war. Die Katastrophe ereignete sich am Abend des 6. Mai und traf vor allem das Gebiet nördlich von Udine. 965 Menschen verloren ihr Leben, mehr als 45.000 wurden obdachlos.

## Bevölkerung und Sprache
In der Region ist Italienisch Amtssprache und wird von der ganzen Bevölkerung gesprochen, als Mutter- oder Zweitsprache.

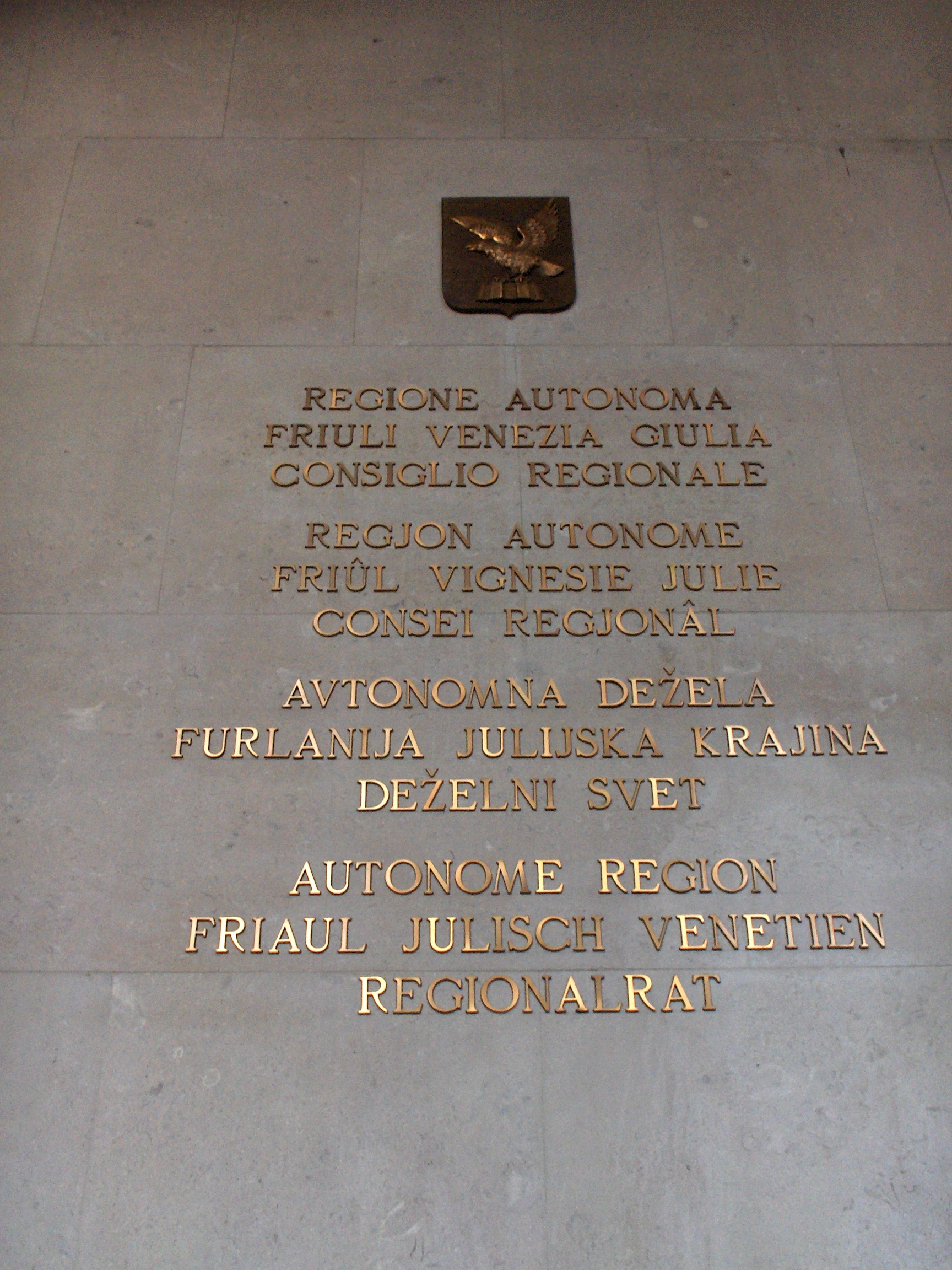
Die vier regionalen Sprachen am Sitz des Regionalrates in Triest

Aufgrund des Staatsgesetzes 482/1999 werden das Deutsche, das Furlanische und das Slowenische als geschützte Minderheitensprachen anerkannt.

### Furlanisch

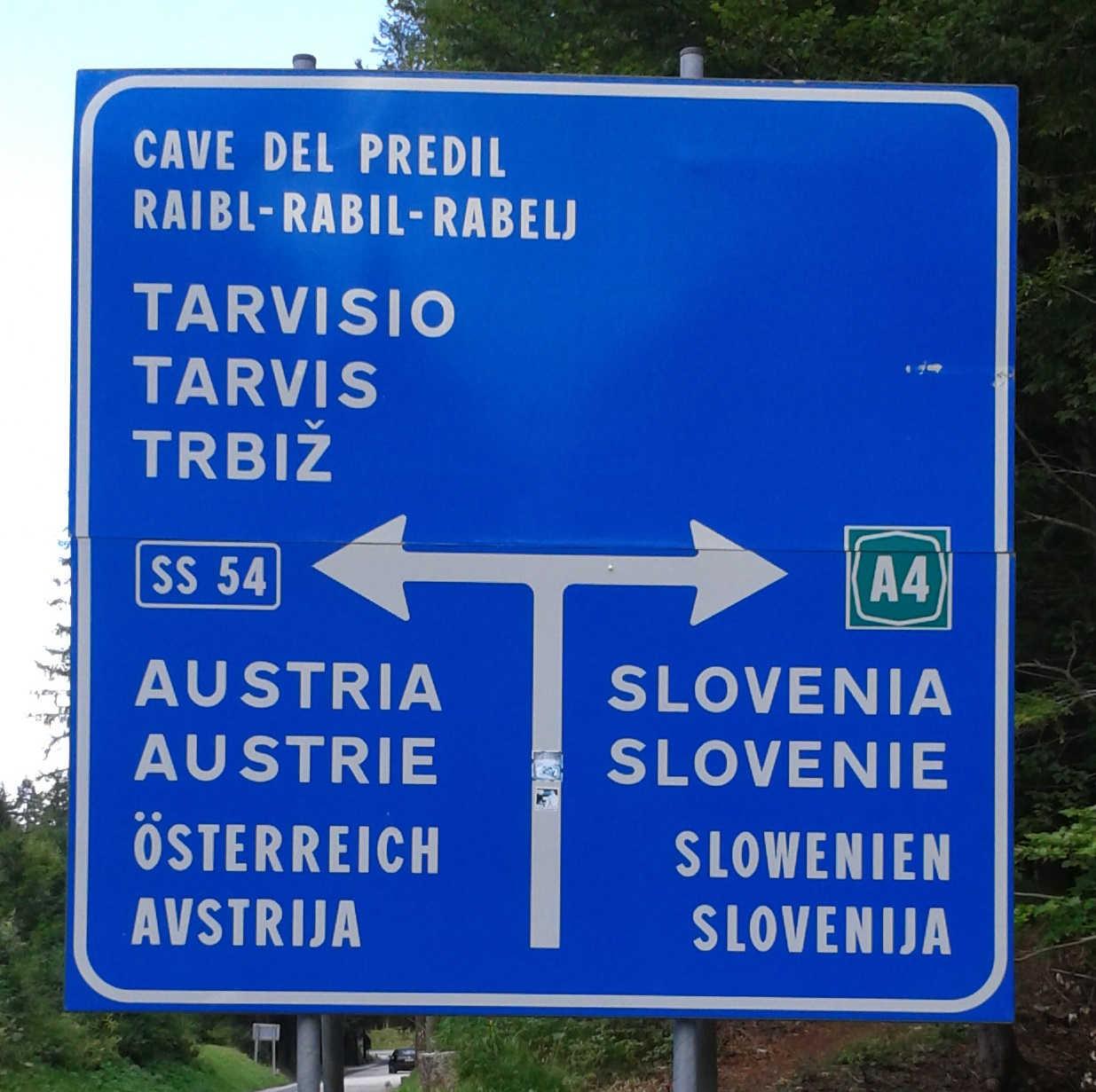
Verkehrstafel auf Italienisch, Furlanisch, Deutsch und Slowenisch

Ein Großteil der Bevölkerung spricht neben Italienisch auch Friaulisch (oder Furlanisch), das eine anerkannte und geförderte Sprache ist, die an den Schulen des Friauls als ordentliches Fach in die Lehrpläne aufgenommen wurde. Die Schüler können allerdings bei der Anmeldung auf den Unterricht verzichten. 61 % der Schüler in der Udine, 46 % in der Gorizia und 30 % in der Pordenone haben sich dabei für den Unterricht entschieden. Vielerorts sind auch die Ortsnamen zweisprachig ausgeschildert. Somit wird der Tatsache Rechnung getragen, dass es über 600.000 friaulische Muttersprachler gibt, die mehrheitlich in der Udine angesiedelt sind.

### Deutsch
Ein Osttiroler Dialekt wird in Sappada/Plodn und Sauris/Zahre gesprochen, während im Kanaltal, im Ortsteil Timau/Tischelwang der Gemeinde Paluzza, in Tarvisio/Tarvis, in Malborghetto Valbruna/Malborgeth-Wolfsbach und in Pontebba/Pontafel kärntnerische Mundarten vorzufinden sind. In der gesamten Region werden schätzungsweise 2500 Deutschsprachige gezählt. Sie bilden somit die kleinste Minderheit und genießen im Vergleich zu den anderen Sprachgruppen sehr bescheidene Rechte.

### Slowenisch
Slowenisch spricht man im Kanaltal, in der Beneška Slovenija (it. Slavia veneta), im Gebiet Collio, im Umland von Triest, im Görzer Karst, in einigen Gemeinden der Bisiacaria und im Résiatal. 61.000 Einwohner, das entspricht etwa 5 % der regionalen Bevölkerung, sind slowenische Muttersprachler.
Insbesondere in den EDR Triest und Gorizia, aber auch in der ehemaligen EDR Udine, wird der muttersprachliche Unterricht garantiert: Die Abiturprüfung wird, so wie in Südtirol, in der eigenen Muttersprache abgelegt, und ist dem italienischen Abschluss gleichgestellt. An den Schulen mit slowenischer Unterrichtssprache sind etwa 4000 Schüler eingeschrieben. Überdies stehen der Sprachgruppe der RAI-Sender Triest, die Tageszeitung Primorski dnevnik und einige Wochenzeitschriften zur Verfügung. Im Umgang mit der öffentlichen Verwaltung ist der Minderheitenschutz ebenfalls verwirklicht worden, vor allem in Triest und Gorizia, zum Teil auch in Udine.

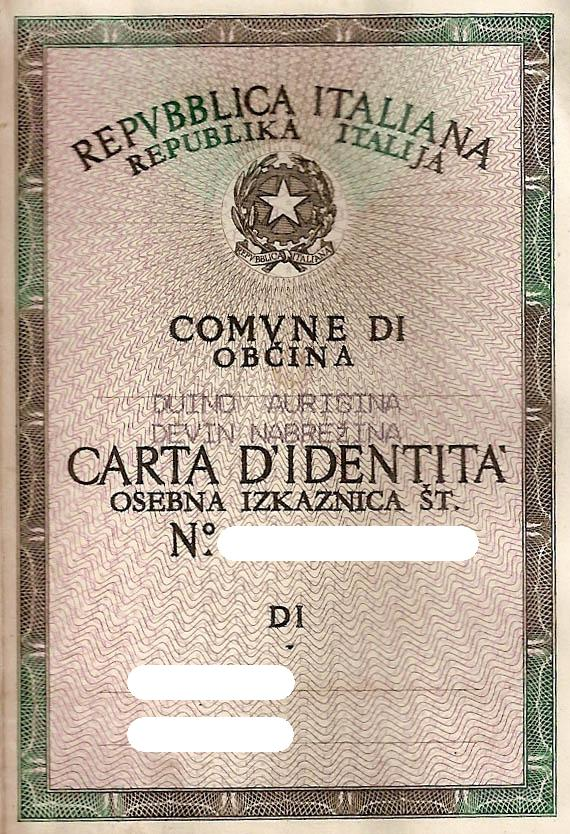
Zweisprachiger Personalausweis

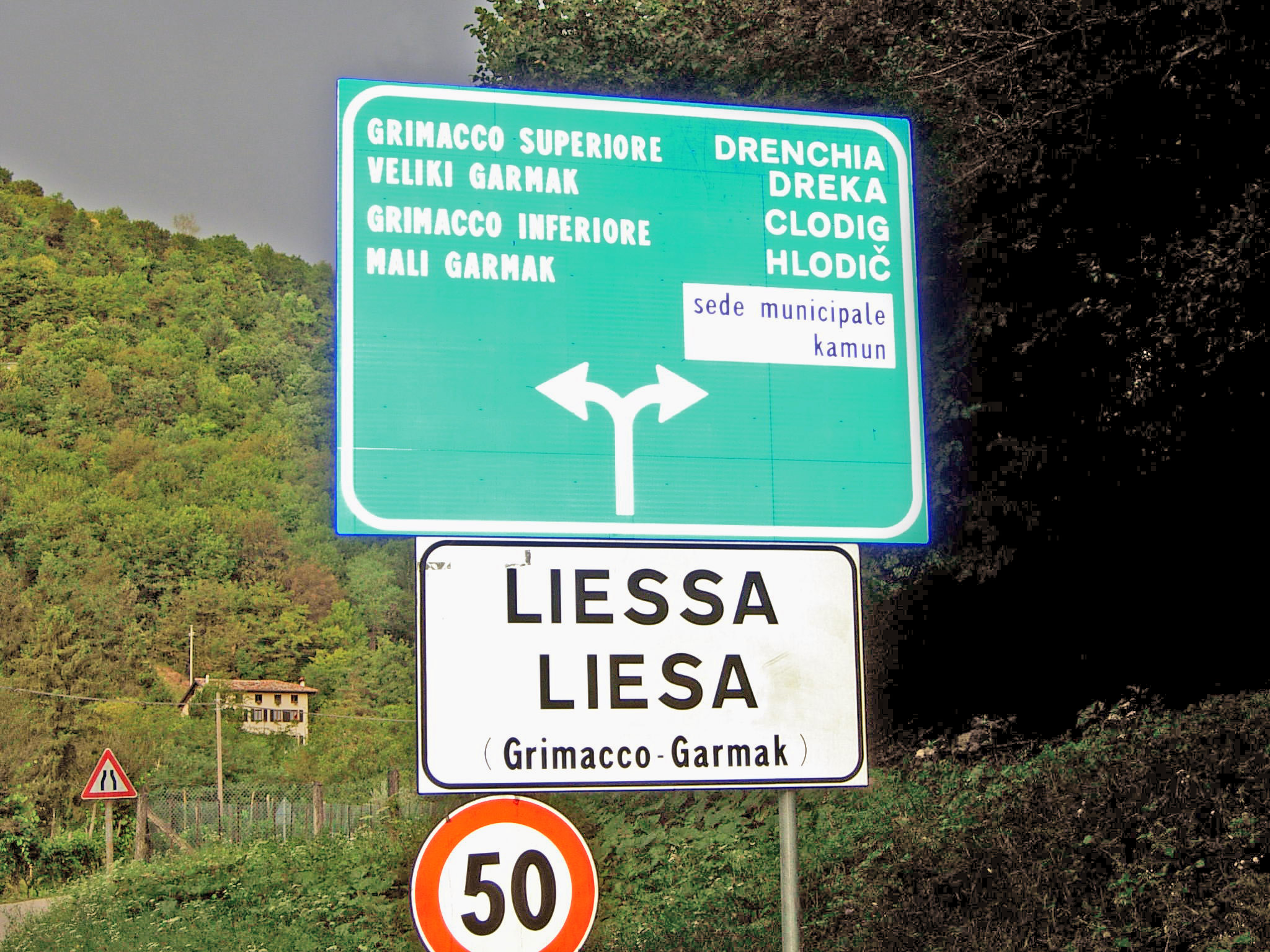
Zweisprachige Verkehrsbeschilderung

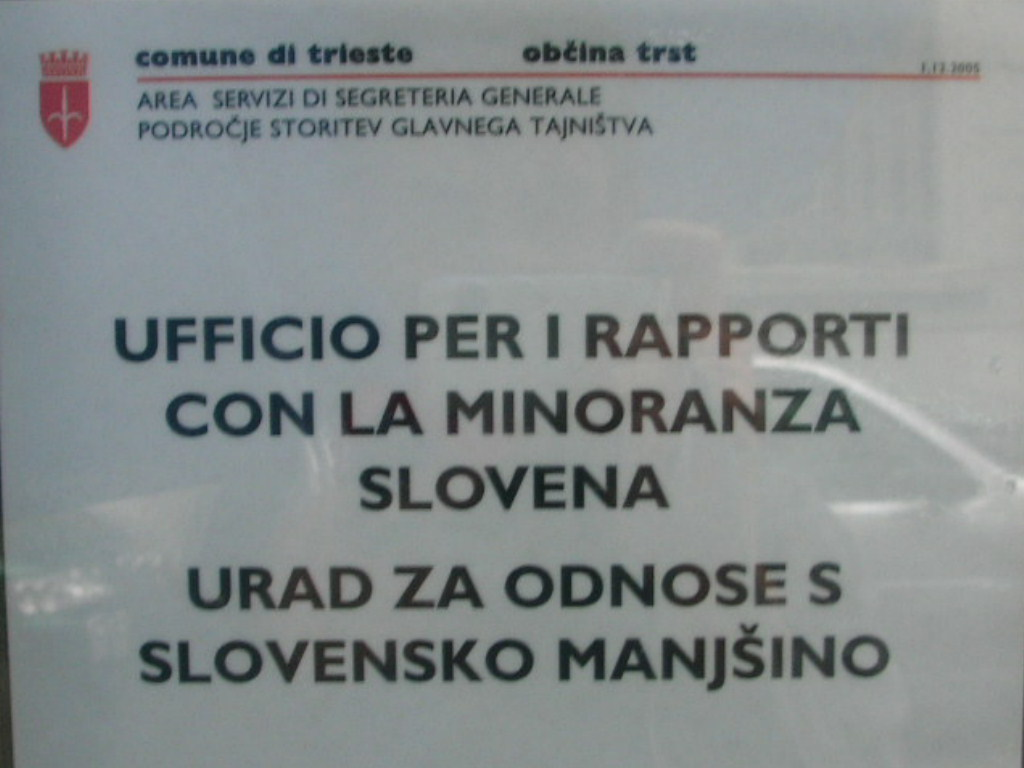
Zweisprachiges Amt in Triest

### Venetisch
An der Grenze zu Venetien, insbesondere in der EDR Pordenone, entlang der Küste (unter anderem in Grado, Marano Lagunare und Muggia) sowie in der Hauptstadt Triest werden venetische Dialekte gesprochen. Die Region ist neuerdings auch um den Erhalt dieser Mundarten bemüht.

## Autonomie und Politik
Wegen der damals isolierten Position an der Grenze zum sozialistischen Jugoslawien, aber auch wegen der sprachlichen Vielfalt, wurde der Region eine gewisse Autonomie zugestanden.
Die Mitte-links-Regierung unter dem Unternehmer Riccardo Illy war bestrebt, die Rolle des Furlanischen zu untermauern und eine offizielle Anerkennung der drei Landessprachen Furlanisch, Slowenisch und Deutsch in der regionalen Verfassung zu verankern. Nach den Regionalwahlen vom 13. und 14. April 2008 konnte die Mitte-rechts-Koalition unter Führung von Renzo Tondo die Regionalregierung zurückerobern. Bei den Wahlen am 21. und 22. April 2013 unterlag Tondo der Kandidatin des Partito Democratico Debora Serracchiani. Bei der Wahl am 29. April 2018 setzte sich wieder die Mitte-rechts-Koalition unter Führung des Kandidaten der Lega Massimiliano Fedriga durch.
| Amtsdauer | Präsident            | Partei |
| --------- | -------------------- | ------ |
| 1964–1973 | Alfredo Berzanti     | DC     |
| 1973–1984 | Antonio Comelli      | DC     |
| 1984–1991 | Adriano Biasutti     | DC     |
| 1992–1993 | Vinicio Turello      | DC     |
| 1993–1994 | Pietro Fontanini     | LN     |
| 1994      | Renzo Travanut       | PDS    |
| 1994–1995 | Alessandra Guerra    | LN     |
| 1995–1996 | Sergio Cecotti       | LN     |
| 1996–1998 | Giancarlo Cruder     | UDC    |
| 1998–2001 | Roberto Antonione    | FI     |
| 2001–2003 | Renzo Tondo          | FI     |
| 2003–2008 | Riccardo Illy        | ID     |
| 2008–2013 | Renzo Tondo          | PDL    |
| 2013–2018 | Debora Serracchiani  | PD     |
| seit 2018 | Massimiliano Fedriga | LN     |

## Wirtschaft
Landwirtschaft spielt mittlerweile nur noch eine relativ untergeordnete Rolle, einige Produkte wie der Rohschinken aus San Daniele del Friuli genießen jedoch einen ausgezeichneten Ruf. Weinbau wird in der Region schon seit der Antike betrieben, heute auf einer Fläche von etwa 25.000 ha. Die Weine haben einen guten Ruf bei Weinkennern.
Die Industrie im Friaul ist, wie im italienischen Nordosten üblich, von Kleinst- und Kleinunternehmen geprägt, die vor allem im Textil- und Möbelbereich sehr aktiv sind.
Ferner ist in Triest die Versicherungsgesellschaft Assicurazioni Generali ansässig und auch der Kaffeefabrikant Illy (Espresso) hat seinen Sitz in der Hafenstadt.
Eine bedeutende Rolle spielt ebenfalls der Tourismus: die Badeorte Grado und Lignano Sabbiadoro gehören zu den beliebtesten an der Adria.
Im Vergleich mit dem BIP der EU ausgedrückt in Kaufkraftstandards erreicht die Region einen Index von 104 (EU-28: 100) (2015). Nominal beläuft sich das Pro-Kopf-Einkommen auf 29.100 €.
Im Jahr 2017 betrug die Arbeitslosenquote 6,7 %.

## Persönlichkeiten aus der Region
In Triest kam der Schriftsteller Italo Svevo zur Welt, der dort auch den Großteil seines Lebens verbrachte. Der Maler und Essayist Giuseppe Zigaina stammt aus Cervignano del Friuli, wo er auch heute noch lebt. Der Dichter und Regisseur Pier Paolo Pasolini (* 1922; † 1975) ist eng mit der Region verbunden. Seine Mutter Susanna Colussi kam aus Casarsa della Delizia, wo Pasolini seine Jugendjahre verbracht hat. Er ist auf dem Friedhof von Casarsa begraben. Auch der Drehbuchautor und Filmregisseur Damiano Damiani (* 1922; † 2013) wurde hier, in der Gemeinde Pasiano di Pordenone, geboren. Der bedeutende slowenische Schriftsteller Boris Pahor (1913–2022) stammt aus Triest.
Die italienischen Fußballspieler und Fußballtrainer Enzo Bearzot, Dino Zoff und Fabio Capello sind gebürtige Friauler.